# Gare de Pirituba
La gare de Pirituba (en portugais Estação Pirituba) est une gare ferroviaire de la ligne 7 (Rubis) de la Companhia Paulista de Trens Metropolitanos (CTPM). Elle est située rue dos Camarões dans le quartier de la Pirituba à São Paulo, au Brésil.

## Situation ferroviaire

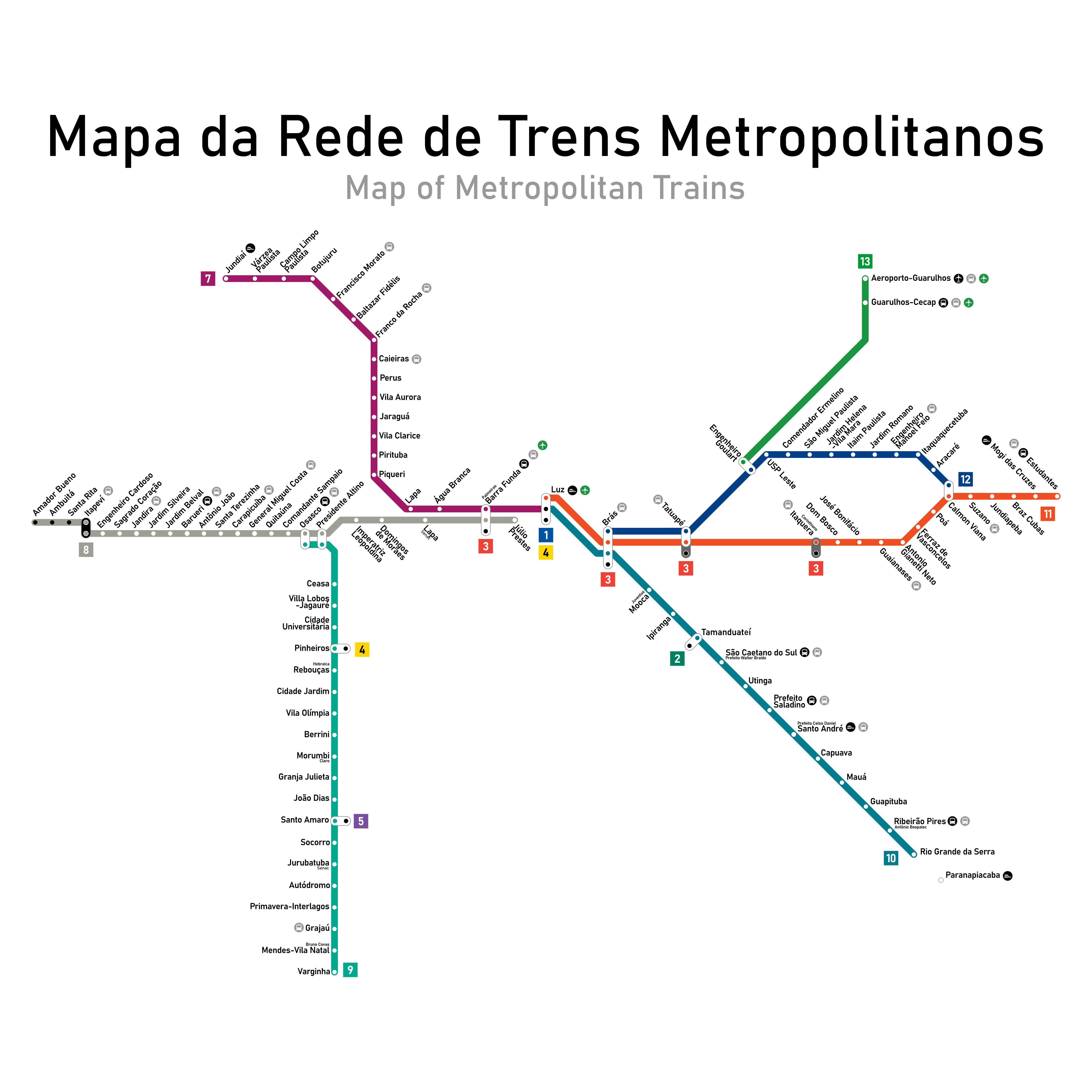
Plan des lignes de la CPTM (2020).

Établie à 731 mètres d'altitude, la gare de Pirituba est située sur la ligne 7 (Rubis) de la Companhia Paulista de Trens Metropolitanos (CTPM), entre la gare de Piqueri, en direction de la gare terminus de Brás, et la gare de Vila Clarice, en direction de la gare terminus de Jundiaí. 

## Histoire
La gare d'Água Branca est mise en service le 1er février 1885, par le São Paulo Railway (SPR), lors de l'inauguration de la première ligne de chemin de fer de São Paulo reliant Santos et Jundiaí.
En 1964, la gare est remise en état et on lui ajoute un nouveau quai et une passerelle. Néanmoins la gare est démolie et reconstruite durant les années 1970.